# Fira Internacional del Llibre del Caire
La Fira Internacional del Llibre del Caire (CIBF) és una gran fira de llibres que es fa cada any a finals de gener al Caire (Egipte), a les instal·lacions de la Fira Internacional del Caire que es troba a Madinat Nasr, prop de la Universitat Al-Azhar. L'Organització General de Llibres d'Egipte és qui l'organitza.

## Escala
La Fira Internacional del Llibre del Caire és una de les fires del llibre més grans del món, aplegant centenars de venedors d'arreu i al voltant de 2 milions de visitants cada any, sent la primera d'Egipte per davant de la Fira Internacional del Llibre d'Alexandria i la més gran i antiga del món àrab. L'any 2006 va ser la segona més gran del món, només per darrere de la Fira del Llibre de Frankfurt.
La fira també és notable, ja que els editors ubicats al Caire generen al voltant del 60 percent dels llibres impresos en àrab al món, i l'Organització General Egípcia del Llibre (de caràcter estal) -que és qui organitza la fira- és el més gran editor del món àrab. La fira presenta parades i conferenciants d'editorials privades i agències governamentals d'arreu del món, així com venedors de llibres, videos, i altres suports. Durant les més de tres setmanes que dura la fira hi ha conferències, lectures i altres esdeveniments públics, i es presenta material en àrab, anglès i altres llengües. La fira es dirigeix expressament a la població egípcia en general, amb accés als mitjans com a element principal, esdeveniments a l'exterior i fins i tot focs d'artifici.
La fira va ser creada per L'Organització General de Llibres d'Egipte -un grup governamental d'editors i venedors- l'any 1969 coincidint amb les celebracions del milè aniversari de la fundació de la ciutat del Caire.